# フィル・ハイアット
フィリップ・ファレル・ハイアット（Philip Farrell Hiatt , 1969年5月1日 - ）はアメリカ合衆国フロリダ州出身の元プロ野球選手（内野手）。

## 経歴
1990年のMLBドラフト8巡目でカンザスシティ・ロイヤルズから指名を受け入団。1992年にはサザンリーグ（AA級）で本塁打2位、打点3位にランクインするなどマイナーで実績を重ね、1993年4月にメジャー初昇格を果たす。
三塁手としてレギュラー定着を期待されたが確実性に乏しく、70試合でチーム最多の16失策を喫するなど守備にも難を抱えていたため、シーズン途中から加入したゲイリー・ガイエティにポジションを奪われてしまう。翌年は外野手に転向してマイナーからの再出発を図り、1995年に再昇格を果たしたものの、成績は2年前と同程度の水準に留まった。この年限りでロイヤルズを放出される。
1996年はデトロイト・タイガースと契約。メジャーではほとんど活躍できなかったものの、AAA級トレドでは正三塁手として42本塁打・119打点を記録し、インターナショナルリーグの二冠王とMVPに輝いた。他方でこちらもリーグ最多となる180三振を喫している。
翌1997年に来日し、日本プロ野球（NPB / セントラル・リーグ）の阪神タイガースに入団。日本でも確実性に乏しい打撃は変わらず、6番または7番で起用されることが多かった。シーズン途中にいずれも三塁手を本職とするダネル・コールズとリード・シークリストの2人が入団すると押し出される形で二軍落ちとなる。二軍では1試合3本塁打を記録するなどまずまずの成績を残し、9月には一軍スタメンに復帰したが、結局この年限りで退団となった。
帰国後は所属球団を転々としながら、1998年から2004年までの7シーズンに渡ってマイナーの強打者として活躍した。2000年はパシフィックコーストリーグ（AAA級）で本塁打と打点の二冠王に輝き、翌2001年にも同リーグの本塁打王とMVPを獲得している。ただこの活躍を評価されてメジャーに返り咲いた際には平凡な成績しか残せず、メジャー定着は果たせなかった。
2003年には故障により離脱していた小久保裕紀の代役として打てる三塁手の補強を目指していた福岡ダイエーホークス（NPB / パシフィック・リーグ）がハイアットをリストアップしていたが、最終的にはハイアットの獲得は見送り、フリオ・ズレータを獲得した。2005年にワシントン・ナショナルズのスプリングトレーニングに参加したが声はかからず、これを機に現役を引退した。AAA級では通算257本塁打を記録し、本塁打王3回、打点王2回、MVP2回という堂々たる成績を残したが、メジャーに定着することはついになかった。
2007年に公表されたミッチェル報告書の中で不正薬物使用の疑惑があると指摘された。報告書によると2001年以降、カーク・ラドムスキから成長ホルモンとステロイドを複数回購入したとされている。
現在は生まれ故郷のフロリダ州ペンサコーラで子供向けのパーティーや遊技場を提供する施設"Triple Play Party Center"を経営している。

## 詳細情報

### 年度別打撃成績
| 年 度    | 球 団    | 試 合 | 打 席 | 打 数 | 得 点 | 安 打 | 二 塁 打 | 三 塁 打 | 本 塁 打 | 塁 打 | 打 点 | 盗 塁 | 盗 塁 死 | 犠 打 | 犠 飛 | 四 球 | 敬 遠 | 死 球 | 三 振 | 併 殺 打 | 打 率 | 出 塁 率 | 長 打 率 | O P S |
| -------- | -------- | ----- | ----- | ----- | ----- | ----- | -------- | -------- | -------- | ----- | ----- | ----- | -------- | ----- | ----- | ----- | ----- | ----- | ----- | -------- | ----- | -------- | -------- | ----- |
| 1993     | KC       | 81    | 263   | 238   | 30    | 52    | 12       | 1        | 7        | 87    | 36    | 6     | 3        | 0     | 2     | 16    | 7     | 0     | 82    | 8        | .218  | .266     | .366     | .631  |
| 1995     | KC       | 52    | 124   | 113   | 11    | 23    | 6        | 0        | 4        | 41    | 12    | 1     | 0        | 2     | 0     | 9     | 0     | 0     | 37    | 3        | .204  | .262     | .363     | .625  |
| 1996     | DET      | 7     | 23    | 21    | 3     | 4     | 0        | 1        | 0        | 6     | 1     | 0     | 0        | 0     | 0     | 2     | 0     | 0     | 11    | 1        | .190  | .261     | .286     | .547  |
| 1997     | 阪神     | 67    | 235   | 206   | 26    | 42    | 7        | 3        | 11       | 88    | 30    | 3     | 1        | 0     | 0     | 27    | 2     | 2     | 64    | 3        | .204  | .302     | .427     | .729  |
| 2001     | LAD      | 30    | 53    | 50    | 6     | 12    | 3        | 0        | 2        | 21    | 6     | 0     | 0        | 0     | 0     | 3     | 0     | 1     | 19    | 0        | .240  | .296     | .420     | .716  |
| MLB：4年 | MLB：4年 | 170   | 463   | 422   | 50    | 91    | 21       | 2        | 13       | 155   | 55    | 7     | 3        | 2     | 2     | 30    | 7     | 1     | 149   | 12       | .216  | .268     | .367     | .635  |
| NPB：1年 | NPB：1年 | 67    | 235   | 206   | 26    | 42    | 7        | 3        | 11       | 88    | 30    | 3     | 1        | 0     | 0     | 27    | 2     | 2     | 64    | 3        | .204  | .302     | .427     | .729  |

### 記録
NPB
- 初出場・初先発出場：1997年4月5日、対広島東洋カープ1回戦（広島市民球場）、7番・三塁手として先発出場
- 初安打・初本塁打・初打点：1997年4月6日、対広島東洋カープ2回戦（広島市民球場）、9回表に澤崎俊和から中越ソロ

### 背番号
- 25 （1993年 - 1995年）
- 8 （1996年）
- 44 （1997年、2001年）